# Mabel Lavandera
Mabel Lavandera (Gijón, 1951)es una pintora, dibujantey humorista gráfica española.

## Trayectoria
Lavandera vivió su infancia en Gijón, entre los barrios del Llano y Somió. Creció entre la exitosa mercería de su padre y los hilos coloridos de su abuela, quien se encargaba de la enseñanza de las modistas de Porceyo.
La artista comenzó en Sevilla sus estudios de Arquitectura y Filosofía y Letras, aunque volvió a Gijón para estudiar Decoración. Después de una exposición junto al pintor Manuel García de la Cruz en el Ateneo, comenzó a prepararse para su ingreso en la Escuela de Bellas Artes de San Fernando, junto a la ayuda de su maestro, Alejandro Mieres. Estudiando en Madrid estuvo en contacto con el movimiento feminista, al igual que había estado en Asturias y realizó carteles para la Librería de Mujeres.Su trabajo como ilustradora comienza colaborando en editoriales y revistas, además de tener sus propias exposiciones en Galería Tassili de Oviedo en 1976 y en la Caja de Ahorros de Gijón en 1979.
Fue profesora, en los años 80, en el colegio Santo Ángel de Gijón, donde enseñaba arte a las alumnas. En 1992, cuando el paseo de Begoña de Gijón se reformó, tres artistas del grupo ‘KULA’, donde se encontraba Lavandera, crearon el mosaico que se encuentra frente al Teatro Jovellanos.Como humorista gráfica, dibujaba la tira de EL COMERCIO 'Nordestín' a diario, donde cada jornada reflejaba la actualidad de Gijón de una manera irónica.
Lavandera está unida a varios colectivos de artistas comprometidos con la transformación social, como el ya mencionado grupo 'KULA' o el grupo 'Arte en Asturias'. Desde los años setenta, su trayectoria muestra una gran sensibilidad y compromiso ante la injusticia y con los derechos, participando activamenta en la Asociación Feminista de Asturias (AFA).
En 2018 y con el nombre 'Entre la creación y el compromiso', expuso en el edificio histórico de la Universidad de Oviedo una muestra de pinturas, carteles y libros ilustrados. En 2022 mostró sus obras en el Museo Barjolacon el nombre 'El juego de la pintura' y en dos años más tarde se organizó en el Centro Municipal Integrado Ateneo de La Calzada una exposición de Lavandera llamada 'Guerra y Paz'.

## Reconocimientos
En 2021 la Oficina de Políticas de Igualdad del Ayuntamiento de Gijón presentó un material divulgativo con la finalidad de reparar el olvido histórico de las mujeres pintoras de la ciudad, en el que Lavandera fue protagonista en el mes de septiembre.